# Guilherme Cossoul
Guilherme Cossoul (Lisboa, 22 d'abril de 1828 - idem. 22 de maig de 1880) fou un músic compositor portuguès.
Els primers estudis musicals els va fer en la seva ciutat natal, els quals perfeccionà més tard al conservatori de París, sota la direcció del mestre Adolphe Adam. Al retornar a la seva pàtria es distingí com a notable violinista i hàbil director d'orquestra. El 1860 s'encarregà de la direcció del Teatro Nacional de São Carlos, i l'any següent entrà com a professor de violí en el Conservatori. Va ser empresari del referit teatre des de 1864 fins al 1873.
El 1868 fundà l'Associació de bombers voluntaris de Lisboa, per aquest motiu el 1926 en el seu honor es va nomenar un carrer de Lisboa, que anteriorment s'anomenava Travessa do Sequeiro das Chagas, i a la llegenda de la placa hi deia '1r Bomber Voluntari/1868-1880', que es modificà el 2011 per incloure-hi també la seva faceta musical, esdevingué 'Músic i fundador de Bombers Voluntaris/1828-1880'.
Entre les obres que va deixar hi figuren: Homenagem a Camoes, Te Deum, un Tantum ergo, les partitures de les operetes: O arrieiro, A interna do diabo i O missionario da Riba Tejo, i gran nombre de romances i fantasies.